# Sympiesis mauiensis
Sympiesis mauiensis är en stekelart som först beskrevs av William Harris Ashmead 1901.  Sympiesis mauiensis ingår i släktet Sympiesis och familjen finglanssteklar. Inga underarter finns listade i Catalogue of Life.